# Solbjerg Plantage
Solbjerg Plantage er et privat skovområde beliggende ved Tjæreborg nær Esbjerg.
Skoven har et stinet, dog er nogle stier svært fremkommelige på visse årstider. Skoven bliver brugt til både juletræsproduktion, orienteringsløb og jagt. 
I svampesæsonen er der mulighed for at finde kantareller og andre svampe.
Plantagen blev anlagt af konsul Ditlev Lauritzen.
|  | Denne artikel om lokaliteten Solbjerg Plantage kan blive bedre, hvis der indsættes et (bedre) billede. Du kan hjælpe ved at afsøge Wikimedia Commons for et passende billede eller lægge et op på Wikimedia Commons med en af de tilladte licenser og indsætte det i artiklen. |

55°29′15″N 8°34′15″Ø / 55.48750°N 8.57083°Ø